# Кириївка
Кириї́вка — село в Україні, у Любарській територіальній громаді Житомирського району Житомирської області.  Населення становить 614 осіб (2001).

## Історія
У документах РКЦ Любарського деканату від 1786 року значиться парафія Різдва Діви Марії у с. Киріївка.
У 1906 році — село Мотовилівської волості Житомирського повіту Волинської губернії. Відстань від повітового міста 92 верст, від волості 8. Дворів 127, мешканців 851.
2 листопада 1921 р. під час Листопадового рейду через Кириївку проходила Подільська група (командувач Сергій Чорний) Армії Української Народної Республіки.
У 1926—54 роках — адміністративний центр Кириївської сільської ради Любарського району.
10 березня 2017 року включене до складу новоутвореної Любарської територіальної громади Любарського району Житомирської області. Від 19 липня 2020 року, разом з громадою, в складі новоствореного Житомирського району Житомирської області.

## Населення
Згідно з переписом УРСР 1989 року чисельність наявного населення села становила 651 особа, з яких 296 чоловіків та 355 жінок.
За переписом населення України 2001 року в селі мешкало 606 осіб.

### Мова
Розподіл населення за рідною мовою за даними перепису 2001 року:
| Мова       | Кількість | Відсоток |
| ---------- | --------- | -------- |
| українська | 612       | 99.67%   |
| російська  | 2         | 0.33%    |
| Усього     | 614       | 100%     |